# Волненко Олександр Анатолійович
Олександр Анатолійович Волненко (нар. 23 березня 1941, Харків) — український художник театру та педагог, член НСХУ — 1979.

## Життєпис
Його батько — Волненко Анатолій Никонович — заслужений діяч мистецтв України. З 1946 по 1948 рік Олександр Анатолійович проживав з батьком у Москві. У 1949 році разом із батьком переїхав жити до Києва, 1954 року закінчив київську середню школу. Наступного року вступив до Республіканської художньої школи ім. Т. Г. Шевченка.
1959 року закінчив Республіканську художню школу, продовжив навчання в Київському державному художньому інституті на факультеті живопису, вчителями був Г. О. Будников, К. Трохименко, М. Хмелько, І. Штільман, Л. Чичкан. 1962 року в НДР проходив практику. В 1965 році, на відмінно захистивши дипломну роботу на тему «Тарасові шляхи», закінчив навчання в інституті. Направлений на роботу до Київського державного театру опери та балету ім. Т. Г. Шевченка.
1968 року бере участь у виставці художників театру та кіно — експонувалося його п'ять ескізів до театральної постановки «Туманність Андромеди» Г. Жуковського. Весною 1969 року — художник-постановник Київського державного академічного театру опери та балету. Того ж року в угорському Сегеді за його ескізами зроблено сценічне оформлення балету «Бахчисарайський фонтан».
1972 року за його ескізами виконані костюми до опери «Запорожець за Дунаєм» Гулака-Артемовського.
Протягом 1972—1975 років працював викладачем в Республіканській художній школі ім. Т. Г. Шевченка.
В 1975—1979 роках в Київському державному художньому інституті на викладацькій роботі.
У 1979 році прийнятий до складу Національної спілки художників.
Його роботи зберігаються в фондах Дирекції художніх виставок України та приватних колекціях.